# Gomphidia fletcheri
Gomphidia fletcheri – gatunek ważki z rodziny gadziogłówkowatych (Gomphidae). Endemit Ghatów Zachodnich (południowo-zachodnie Indie); znany tylko z miejsca typowego w pobliżu miasta Madikeri w dystrykcie Kodagu.